# Oliarus olympa
Oliarus olympa är en insektsart som beskrevs av Giffard 1925. Oliarus olympa ingår i släktet Oliarus och familjen kilstritar. Utöver nominatformen finns också underarten O. o. paliensis.